# Yun'ao
Yun'ao (kinesiska: 云澳) är en köping i sydöstra Kina. Den ligger i Nan'ao härad i staden Shantou i provinsen Guangdong, omkring 390 kilometer öster om provinshuvudstaden Guangzhou. Den utgörs av den sydöstra delen av ön Nan'ao Dao samt ett antal mindre kringliggande öar. Antalet invånare är 14 955. Befolkningen består av 7 644 kvinnor och 7 311 män. Barn under 15 år utgör 16,0 %, vuxna 15-64 år 73 %, och äldre över 65 år 9,0 %.